# 앨런 펄리스
앨런 제이 펄리스(Alan Jay Perlis, 1922년 4월 1일 ~ 1990년 2월 7일)는 프로그래밍 언어 분야에서 선구적인 공로를 했으며, 이를 인정받아 튜링상을 최초로 수상한 미국의 컴퓨터 과학자이다.

## 생애
펄리스는 펜실베니아 주 피츠버그에서 유대 집안에서 태어났다. 1943년 카네기 기술대학교(현재의 카네기 멜론 대학교)에서 화학 분야에서 학사 학위를 받았다. 세계 2차 대전 동안 미국 군대에서 복무하였고, 여기서 그는 수학에 관심을 가지게 되었다. MIT에서 수학 석사(1949년)와 박사(1950년)를 받았다.
1952년 프로젝트 훨윈드에 참가하였다. 퍼듀 대학교의 교원으로 재직하였으며, 1956년에 카네기 기술대학교로 이직했다.
고급 프로그래밍 기술과 컴파일러 구조 분야에 기여한 공로를 인정받아 펄리스는 1966년 튜링상을 받았다. 여기서 지칭하는 공로는 펄리스가 알골 프로그래밍 언어 개발 팀의 일원으로 기여한 것을 말한다.
1971년 펄리스는 예일 대학교로 이직했다.
1982년 그는 ACM의 SIGPLAN 저널의 "Epigrams on Programming"이라는 글을 기고한다. 그가 프로그래밍에 대해 배운 다양한 것들에 대해 한 문장들로 묘사해 놓았다. 그의 에피그램들은 널리 인용되고 있다.
그는 1990년 사망에 이르기까지 예일 대학교에서 재직했다.

## 참고 문헌
1. ↑  “Computer Science quotations”. 2014년 5월 19일에 원본 문서에서 보존된 문서. 2014년 5월 23일에 확인함.

- Peter J. Denning. "Alan J. Perlis—1922–1990: a founding father of computer science as a separate discipline". Communications of the ACM, Volume 33 Issue 5, May 1990.
- Cheatham, Thomas (1978). 〈ALGOL session〉. 《History of Programming Languages》 (PDF). New York, NY: ACM Press. 171쪽. doi:10.1145/800025.1198357. 2007년 9월 18일에 확인함.